# محمدتقی طباطبائی بروجردی
سیدمحمد تقی علوی طباطبائی بروجردی (۱۲۵۰ بروجرد - اواخر آبان ۱۳۱۵قم) ملقب به ثقةالاسلام و سلطان‌العلماء از علمای شیعه و نماینده مجلس شورای ملی بود. او پسرعموی آیت‌الله بروجردی مرجع بزرگ معاصر شیعه است.
پدرش آقا میرزا محمدحسین حجة الاسلام از علمای برجسته بروجرد بود. تحصیلات حوزوی را در بروجرد آغاز کرد و سپس همراه با پسرعمویش سید محمد حسین (آیت‌الله بروجردی آینده) برای ادامه تحصیل به اصفهان رفت. پس از هفت سال تحصیل نزد استادانی همچون سید محمدباقر درچه‌ای و جهانگیر خان قشقایی راهی نجف شد. در نجف از شاگردان آخوند ملا محمدکاظم خراسانی، سید محمدکاظم طباطبائی یزدی (صاحب عروةالوثقی) و شیخ‌الشریعه اصفهانی بود.
سید محمدتقی ثقةالاسلام پس از کسب اجازه اجتهاد به بروجرد بازگشت و به تدریس پرداخت و لقب سلطان‌العلماء دریافت کرد. پس از روی کار آمدن رضا شاه پهلوی در سال ۱۳۰۵ به مجلس شورای ملی رفت (دوره ششم) و تا اواخر آبان ۱۳۱۵ که بر اثر سکته قلبی درگذشت، پنج دوره نمایندگی بروجرد را به عهده داشت. او در صحن حرم حضرت معصومه در قم به خاک سپرده شد.